# Tvrdá síla
Tvrdá síla, tvrdá moc nebo anglicky hard power je používání vojenských a ekonomických prostředků k ovlivnění chování nebo zájmů jiných politických aktérů. Tato forma politické moci je často agresivní (nátlaková) a je nejúčinnější, když je použita vůči aktérovi menší vojenské nebo ekonomické síly. Tvrdá síla kontrastuje s měkkou silou, která vychází z diplomacie, kultury a historie.
Podle Josepha Nyeho zahrnuje tvrdá síla „schopnost používat cukr a bič ekonomické a vojenské moci k tomu, aby ostatní plnili vaši vůli“. „Cukr“ zde znamená pobídky, jako je snížení obchodních překážek, nabídka spojenectví nebo příslib vojenské ochrany. Na druhé straně „bič“ jsou hrozby - včetně použití donucovací diplomacie, hrozba vojenského zásahu nebo zavedení ekonomických sankcí. Ernest Wilson popisuje tvrdou sílu jako schopnost donutit „jiného, aby jednal způsobem, jakým by tento subjekt jinak nejednal“.